# Caso Ballena Blanca
El Caso Ballena Blanca se llama a la operación contra el blanqueo de capitales llevada a cabo por la policía española en 2005 en Marbella. Se trata de la mayor operación contra el blanqueo de capitales realizada hasta esa fecha en Europa, con ramificaciones en Estados Unidos, Canadá, Rusia, Turquía, Argelia, Irán y Marruecos.
La operación desarticuló un despacho de abogados de Marbella, considerado como el centro neurálgico de la red de blanqueo de capitales. En este despacho se canalizaban inversiones millonarias procedentes de grupos relacionados con el crimen organizado dedicados al narcotráfico, tráfico de armas, prostitución, secuestros, ajustes de cuentas, homicidios y estafas.
La red, con la que se dijo que colaboraban tres notarías (los notarios implicados fueron posteriormente absueltos y declarados inocentes: http://www.lawyerpress.com/news/2011_03/31_03_2011_004.html
), estaba compuesta por más de mil sociedades con sede en Gibraltar, Isla de Man, Panamá e Islas Vírgenes Británicas, que invertían preferentemente en el sector inmobiliario de la Costa del Sol. El valor de los bienes incautados en la operación en España fue de unos 250 millones de euros. Fueron detenidas unas 50 personas de distintas nacionalidades.

Sentencia fue dada con cinco condenas a prisión.